# Neachrostia hypomelas
Neachrostia hypomelas är en fjärilsart som beskrevs av George Francis Hampson 1895. Neachrostia hypomelas ingår i släktet Neachrostia och familjen nattflyn. Inga underarter finns listade i Catalogue of Life.